# 기후변화의 영향
기후변화의 영향은 자연 환경과 인간 사회에 대해 잘 문서화되어 있으며 증가하고 있다. 기후계의 변화에는 전반적인 온난화 추세, 강수량 패턴 변화, 그리고 더 많은 기상이변이 포함된다. 기후가 변화함에 따라 더 강렬한 산불, 영구동토 해빙, 사막화와 같은 효과로 자연 환경에 영향을 미친다. 이러한 변화는 생태계와 사회에 영향을 미치며, 티핑 포인트를 넘어서면 되돌릴 수 없게 될 수 있다. 기후 활동가들은 이러한 문제를 완화하거나 예방하기 위해 전 세계에서 다양한 활동에 참여하고 있다.
기후변화의 영향은 시기와 위치에 따라 달라진다. 지금까지 북극은 다른 대부분의 지역보다 더 빠르게 따뜻해졌는데, 이는 기후변화 되먹임 때문이다. 육상 지표 기온 또한 해양보다 약 두 배 빠른 속도로 증가하여 강력한 폭염을 유발했다. 이러한 온도는 온실 기체 배출이 통제된다면 안정화될 것이다. 빙상과 대양은 대기 중 초과 열의 대부분을 흡수하여 그곳의 영향을 지연시키지만, 지표 온도가 안정화된 후에도 그 영향을 가속화하고 지속시킨다. 그 결과 해수면 상승은 특히 장기적인 우려 사항이다. 해수 온난화의 영향에는 해양 폭염, 해양 성층화, 산소 결핍, 그리고 해류의 변화도 포함된다.:10 대양은 대기 중의 이산화 탄소를 흡수하면서 산성화되고 있다.

기후변화의 주요 원인 및 기후변화의 광범위한 영향 중 일부는 기후변화를 증폭시키는 양성 되먹임으로 작용한다.

기후변화로 가장 즉각적으로 위협받는 생태계는 산, 산호초, 그리고 북극에 있다. 초과된 열은 이 지역들에서 동물들이 적응할 수 있는 능력을 넘어선 환경 변화를 야기하고 있다. 종들은 가능한 경우 극지방과 고지대로 이동하여 열을 피하고 있다. 해수면 상승은 해안 습지를 홍수로 위협한다. 특정 지역의 토양 수분 감소는 사막화를 야기하고 아마존 우림과 같은 생태계를 손상시킬 수 있다.:9 온난화가 2 °C (3.6 °F)에 달하면 육상 종의 약 10%가 심각한 멸종 위기에 처할 것이다.:259
인간은 여러 면에서 기후변화에 취약하다. 식량과 민물의 공급원은 환경 변화로 위협받을 수 있다. 인간 건강은 기상 이변이나 전염병 확산과 같은 연쇄 효과로 인해 영향을 받을 수 있다. 경제적 영향에는 농업, 수산업, 그리고 임업의 변화가 포함된다. 온도가 높아지면 열대 지방의 야외 노동은 열 스트레스로 인해 점점 더 어려워질 것이다. 섬나라와 해안 도시는 해수면 상승으로 인해 침수될 수 있다. 가난한 사람들, 어린이, 원주민과 같은 일부 집단은 특히 기후변화의 위험에 처할 수 있다. 대부분의 이산화 탄소를 배출한 산업화된 국가들은 개발도상국보다 지구 온난화에 적응할 자원이 더 많다. 누적 효과와 기상이변은 이주와 이동으로 이어질 수 있다.

## 온도 변화

지난 50년간 북극이 가장 많이 따뜻해졌으며, 육상 온도는 일반적으로 해수면 온도보다 더 많이 증가했다.

지구 온난화는 지구의 기후계의 모든 부분에 영향을 미친다. 지구 표면 온도는 1.1 °C (2.0 °F) 상승했다. 과학자들은 미래에 더 상승할 것이라고 말한다. 기후 변화는 지구 전체에 걸쳐 균일하지 않다. 특히, 대부분의 육상 지역은 대부분의 해양 지역보다 더 빠르게 온난화되었다. 북극은 다른 대부분의 지역보다 더 빠르게 온난화되고 있다. 야간 온도는 주간 온도보다 더 빠르게 증가했다. 자연과 인간에 미치는 영향은 지구가 얼마나 더 따뜻해지느냐에 따라 달라진다.:787
과학자들은 인간이 야기한 기후변화의 영향을 예측하기 위해 여러 방법을 사용한다. 그중 하나는 과거의 자연적인 기후 변화를 조사하는 것이다. 지구의 과거 기후 변화를 평가하기 위해 과학자들은 나무 나이테, 빙하 코어, 산호, 그리고 해양 및 호수 퇴적물을 연구했다. 이는 최근 온도가 지난 2,000년간의 어떤 온도도 넘어섰음을 보여준다. 21세기 말에는 온도가 중신세 중기에 마지막으로 관측된 수준까지 증가할 수 있다. 이는 약 3백만 년 전이다.:322 그 당시 지구 평균 온도는 산업화 이전 온도보다 약 2–4 °C (3.6–7.2 °F) 더 높았다. 지구 평균 해수면은 오늘날보다 최대 25 미터 (82 ft) 더 높았다.:323 현대에 관측된 온도 및 CO2 농도의 상승은 급격했다. 지구 역사의 갑작스러운 지구물리학적 사건조차도 현재의 속도에 미치지 못한다.:54
세계가 얼마나 따뜻해질지는 인간의 온실 기체 배출량과 기후가 온실 기체에 얼마나 민감한지에 달려 있다. 21세기에 더 많은 이산화탄소(CO2)가 배출될수록 2100년에는 세계가 더 뜨거워질 것이다. 온실 기체 농도가 두 배로 늘어나면 지구 평균 온도는 약 2.5–4 °C (4.5–7.2 °F) 상승할 것이다. 만약 이산화탄소(CO2) 배출이 갑자기 중단되고 네거티브 배출 기술이 사용되지 않는다면, 지구의 기후는 산업화 이전 상태로 돌아가지 않을 것이다. 온도는 수세기 동안 높은 수준을 유지할 것이다. 약 천 년 후에도 인간이 배출한 이산화탄소(CO2)의 20~30%는 대기 중에 남아 있을 것이다. 대양과 육지는 이를 흡수하지 않을 것이다. 이는 배출이 중단된 후에도 기후가 더 따뜻한 상태로 유지되도록 할 것이다.
현재의 기후변화 완화 정책으로는 2100년까지 산업화 이전 수준보다 약 2.7°C (2.0–3.6°C) 높아질 것이다. 만약 정부가 모든 무조건적인 약속과 목표를 달성한다면 2.4 °C (4.3 °F) 상승할 것이다. 만약 넷제로 목표를 설정했거나 고려 중인 모든 국가가 목표를 달성한다면 온도는 약 1.8 °C (3.2 °F) 상승할 것이다. 국가 계획과 약속, 그리고 전 세계 정부가 취한 조치 사이에는 큰 격차가 있다.

## 날씨
거의 모든 날씨 현상이 발생하는 하층 및 중간 대기는 온실 효과로 인해 뜨거워지고 있다. 온도가 상승함에 따라 증발과 대기 중 수분 함량이 증가한다. 수증기는 온실 기체이므로 이 과정은 자기 강화 되먹임이다.
과도한 수증기는 또한 폭풍에 갇힌다. 이는 폭풍을 더 강렬하고, 더 크게, 그리고 잠재적으로 더 오래 지속되게 만든다. 이는 다시 강수량과 눈 현상을 더 강하게 만들고 홍수 위험을 증가시킨다. 추가적인 건조는 자연적인 건기 및 가뭄을 악화시킨다. 이는 폭염과 산불의 위험을 증가시킨다. 과학자들은 최근 기후 추세의 원인을 인간 활동으로 규명했다. 그들은 이제 기상이변 귀인 연구라는 과정을 사용하여 기후변화가 기상이변에 미치는 영향을 추정할 수 있다. 예를 들어 이러한 연구는 한 지역의 역사적 데이터를 분석하여 특정 폭염이 기후변화로 인해 더 강렬해졌다고 결론을 내릴 수 있다. 또한, 전 세계 여러 지역에서 계절 시작 시기의 변화, 계절 지속 기간의 변화가 보고되었다. 기후 패턴 변화와 지구 기온 상승의 결과로, 폭염과 호우와 같은 기상이변이 더 자주, 더 심각하게 발생하고 있다.

### 폭염 및 극한 온도
기후변화로 인해 1950년대 이래 거의 모든 세계 지역에서 육상 폭염이 더욱 빈번하고 강렬해졌다. 폭염은 가뭄과 동시에 발생할 가능성이 더 높다. 해양 폭염은 1980년에 비해 두 배 더 자주 발생한다. 기후변화는 매우 더운 날을 증가시키고 매우 추운 날을 감소시킬 것이다.:7 한파는 더 적게 발생한다.:8
전문가들은 개별 폭염의 강도를 지구 온난화에 자주 귀인할 수 있다. 일부 극심한 사건은 기후계에 대한 인간의 영향이 없었다면 거의 불가능했을 것이다. 지구 온난화가 시작되기 전에 10년에 한 번 발생했을 폭염은 이제 2.8배 더 자주 발생한다. 추가적인 온난화가 진행되면 폭염은 더 빈번해질 것이다. 지구 온난화가 2 °C (3.6 °F)에 도달하면 10년에 한 번 발생했을 사건이 격년으로 발생할 것이다.
열중증은 온도와 관련이 있다. 습도가 높아지면 열중증 또한 증가한다. 습구 온도는 온도와 습도를 모두 측정한다. 인간은 35 °C (95 °F) 이상의 습구 온도에는 적응할 수 없다. 이러한 열 스트레스는 사람들을 사망에 이르게 할 수 있다. 지구 온난화가 1.5 or 2 °C (2.7 or 3.6 °F) 미만으로 유지된다면, 열대 지역의 대부분에서 이러한 치명적인 열과 습도를 피할 수 있을 것이다. 그러나 여전히 부정적인 건강 영향이 있을 수 있다.
기후변화가 극소용돌이를 약화시키고 있다는 일부 증거가 있다. 이는 제트류를 더 물결 모양으로 만들 것이다. 이는 유라시아 일부와 북미 지역에 매우 추운 겨울 날씨를 일으키고 북극으로 매우 따뜻한 공기가 침투하게 할 것이다. 일부 연구에서는 1950년 이래 AMOC가 약 15% 약화되어 북대서양의 냉각과 멕시코 만류 지역의 온난화를 야기했다고 밝혔다. 기후변화는 모든 배출 시나리오에서 AMOC를 약화시킬 것으로 예상되며, 일부 고배출 시나리오에서는 붕괴시킬 수 있다. 이는 유럽 일부 지역의 온도를 최대 30도까지 낮추고 남반구의 온도를 높일 수 있다.

### 강수
온난화는 지구 평균 강수량을 증가시킨다. 강수는 수증기가 구름에서 응결하여 비나 눈으로 내리는 현상이다.:1057 높은 온도는 증발과 지표 건조를 증가시킨다. 공기가 따뜻해지면 더 많은 물을 담을 수 있다. 섭씨 1도마다 7% 더 많은 수증기를 담을 수 있다.:1057 과학자들은 강수량, 강도, 빈도, 유형의 변화를 관찰했다. 전반적으로 기후변화는 더 긴 건조 기간을 유발하며, 이는 더 강렬한 강우로 인해 중단된다.:151, 154
기후변화는 건기와 습기 시즌 간의 강우량 대비를 증가시켰다. 습기 시즌은 더 습해지고 건기는 더 건조해지고 있다. 북부 극지에서는 온난화로 인해 눈과 비의 양이 증가했다.:1057 남반구에서는 폭풍 진행 경로와 관련된 비가 남쪽으로 이동했다. 계절풍의 변화는 매우 다양하다. 더 많은 계절풍 시스템이 건조해지기보다는 습해지고 있다. 아시아에서는 여름 계절풍이 더 습해지고 있다. 서아프리카 계절풍은 중앙 사헬 지역에서 더 습해지고 극서 사헬 지역에서는 더 건조해지고 있다.:1058

### 극심한 폭풍
기후변화로 인해 폭풍은 더 습해진다. 여기에는 열대 저기압과 온대 저기압이 포함된다. 최대 및 평균 강우율 모두 증가한다. 이러한 극심한 강우는 일부 지역의 뇌우에도 해당된다. 더욱이 열대 저기압과 폭풍 경로는 극지방으로 이동하고 있다. 이는 일부 지역에서 최대 풍속이 크게 변화할 것임을 의미한다. 과학자들은 열대 저기압의 수가 줄어들 것으로 예상하지만, 그 강도는 증가할 것으로 예상한다. 급속히 강화되는 열대 저기압의 수가 증가했을 가능성이 높다. 기상 및 지진 데이터는 최근 수십 년간 바람으로 인한 전 세계 해양 파력 에너지의 광범위한 증가를 나타내며, 이는 기후변화로 인한 해양 폭풍 강도의 증가에 기인한다. 항공에 위험한 대기 난류 (예측하기 어렵거나 더 높이 비행하여 피할 수 없는)는 기후변화로 인해 증가할 가능성이 있다.

## 육지

### 홍수
집중 강우 현상의 증가로 인해 홍수는 발생할 경우 더욱 심각해질 가능성이 높다.:1155 강우와 홍수 사이의 상호작용은 복잡하다. 홍수가 더 드물게 발생할 것으로 예상되는 지역도 있다. 이는 여러 요인에 따라 달라진다. 여기에는 비와 눈 녹음의 변화뿐만 아니라 토양 수분도 포함된다.:1156 기후변화는 일부 지역의 토양을 더 건조하게 만들어 강우를 더 빠르게 흡수할 수 있게 한다. 이는 홍수를 줄인다. 건조한 토양은 또한 더 단단해질 수 있다. 이 경우 집중 강우는 강과 호수로 흘러들어 간다. 이는 홍수 위험을 증가시킨다.:1155

### 가뭄
기후변화는 가뭄과 관련된 여러 요인에 영향을 미친다. 여기에는 내리는 비의 양과 비가 다시 증발하는 속도가 포함된다. 육상 온난화는 전 세계 대부분 지역에서 가뭄의 심각성과 빈도를 증가시킨다.:1057 세계의 일부 열대 및 아열대 지역에서는 지구 온난화로 인해 비가 더 적게 내릴 가능성이 높다. 이는 이 지역들을 가뭄에 더 취약하게 만들 것이다. 가뭄은 세계 여러 지역에서 악화될 것으로 예상된다. 여기에는 중앙 아메리카, 아마존, 그리고 남아메리카 남서부가 포함된다. 또한 서아프리카와 남아프리카도 포함된다. 지중해와 호주 남서부도 이러한 지역 중 일부이다.:1157
온도 상승은 증발을 증가시킨다. 이는 토양을 건조하게 하고 식물 스트레스를 증가시킨다. 결과적으로 농업이 피해를 입는다. 이는 전체 강우량이 비교적 안정적으로 유지될 것으로 예상되는 지역조차도 이러한 영향을 경험할 것임을 의미한다.:1157 이러한 지역에는 중부 및 북부 유럽이 포함된다. 기후변화 완화 조치가 없다면, 2100년까지 육지 면적의 약 3분의 1이 중간 정도 또는 더 심각한 가뭄을 겪을 가능성이 높다.:1157 지구 온난화로 인해 가뭄은 과거보다 더 자주, 더 강렬하게 발생하고 있다.
몇몇 사회적 요인들이 가뭄의 영향을 악화시킬 수 있다. 이는 많은 지역에서 물 수요 증가, 인구 증가, 도시 확장에 해당한다. 토지 복원 기술, 예를 들어 혼농임업은 가뭄의 영향을 줄이는 데 도움이 될 수 있다.

### 산불
기후변화는 산불 발생 가능성을 높이는 날씨를 촉진한다. 일부 지역에서는 산불 증가가 직접적으로 기후변화에 기인한 것으로 보고되었다. 지구의 과거 증거 또한 더 따뜻한 시기에 더 많은 산불이 발생했음을 보여준다. 기후변화는 증발산을 증가시킨다. 이는 식생과 토양을 건조하게 만들 수 있다. 매우 건조한 식생 지역에서 화재가 발생하면 빠르게 확산될 수 있다. 높은 온도는 또한 화재 시즌을 연장할 수 있다. 이는 특히 눈이 사라지는 지역에서 심각한 산불이 발생할 가능성이 가장 높은 시기이다.
날씨 조건은 산불의 위험을 높인다. 그러나 산불로 불탄 총 면적은 감소했다. 이는 주로 사바나가 경작지로 전환되어 불탈 나무가 줄어들었기 때문이다. 관리 연소는 미국과 호주의 원주민 관행이다. 이는 산불 연소를 줄일 수 있다.
산불로 방출된 탄소는 대기 중 이산화 탄소에 더해져 온실 효과에 기여한다. 기후 모형은 아직 이러한 기후변화 되먹임을 완전히 반영하지 못한다.:20

### 지진 및 화산 활동
기후변화에 민감한 지역에서는 지구 온난화가 심화됨에 따라 분출의 빈도와 강도가 변화할 것이다. 빙하 후퇴와 더 강한 강수는 분출 가능성을 높일 수 있다. 2024년 현재 정부 기관들은 이미 이러한 변화에 대처하고 있으며, 과학자들은 기후변화에 가장 민감한 화산들을 지도화하기 위해 노력하고 있다. 우려되는 지역은 빙하가 빠르게 녹는 곳과 강수에 크게 영향을 받는 화산이 있는 곳이다. 전 세계 716개의 화산이 더 극심한 강수에 영향을 받을 수 있다. 녹는 얼음과 극심한 강우는 또한 이차적인 위험, 특히 화산이류를 증가시키고 지반 변위를 유발하여 분출 예측을 방해한다.
지진은 지구 지각 내 단층에 가해지는 응력의 변화에 의해 유발될 수 있다. 강한 비, 눈, 가뭄, 그리고 가뭄 동안 인간에 의한 지하수 펌핑 증가는 지구 지각의 일부에 대한 물의 무게를 증가시키거나 감소시켜 이를 유발할 수 있다. 따라서 기후변화가 더 극심한 날씨를 야기함에 따라 더 많은 지진을 유발할 수 있다. 빙하 후퇴는 아래 지구 지각에 대한 응력 부하를 감소시켜 빙하 지진을 유발한다. 예를 들어, 그린란드에서 발생하는 빙하 지진은 여름철에 빈도가 최고조에 달하며 시간이 지남에 따라 증가하고 있는데, 이는 지구 온난화에 대한 반응일 수 있다.
해수면 상승은 또한 지각 단층에 압력을 가하여 지진 위험을 증가시킬 수 있다.
그린란드에서 기후 위기는 산사태를 유발하여 2023년 9월 대규모 지진해일을 일으켰다. 이 사건은 너무 거대하여 지구 전체가 9일 동안 진동했다. 전 세계의 지진 센서는 지구의 진동을 감지했지만, 행성 규모의 사건은 전례가 없어 처음에 과학자들은 이를 이해하지 못했다. 추가 조사 결과, 원인은 2023년 9월 16일 산 아래 빙하가 충분히 녹은 후 1,200미터 높이의 산봉우리가 외딴 딕슨 피오르드로 붕괴된 것이었다. 피오르드 안으로의 붕괴는 200미터 높이의 파도를 일으켰고, 이는 피오르드 안에서 물의 반복적인 앞뒤 움직임을 유발하여 9일 동안 행성 전체에 지진파를 방출했다.

## 대양

대양은 지구 온난화로 인해 지구에 축적된 과도한 열의 거의 90%를 흡수했다.

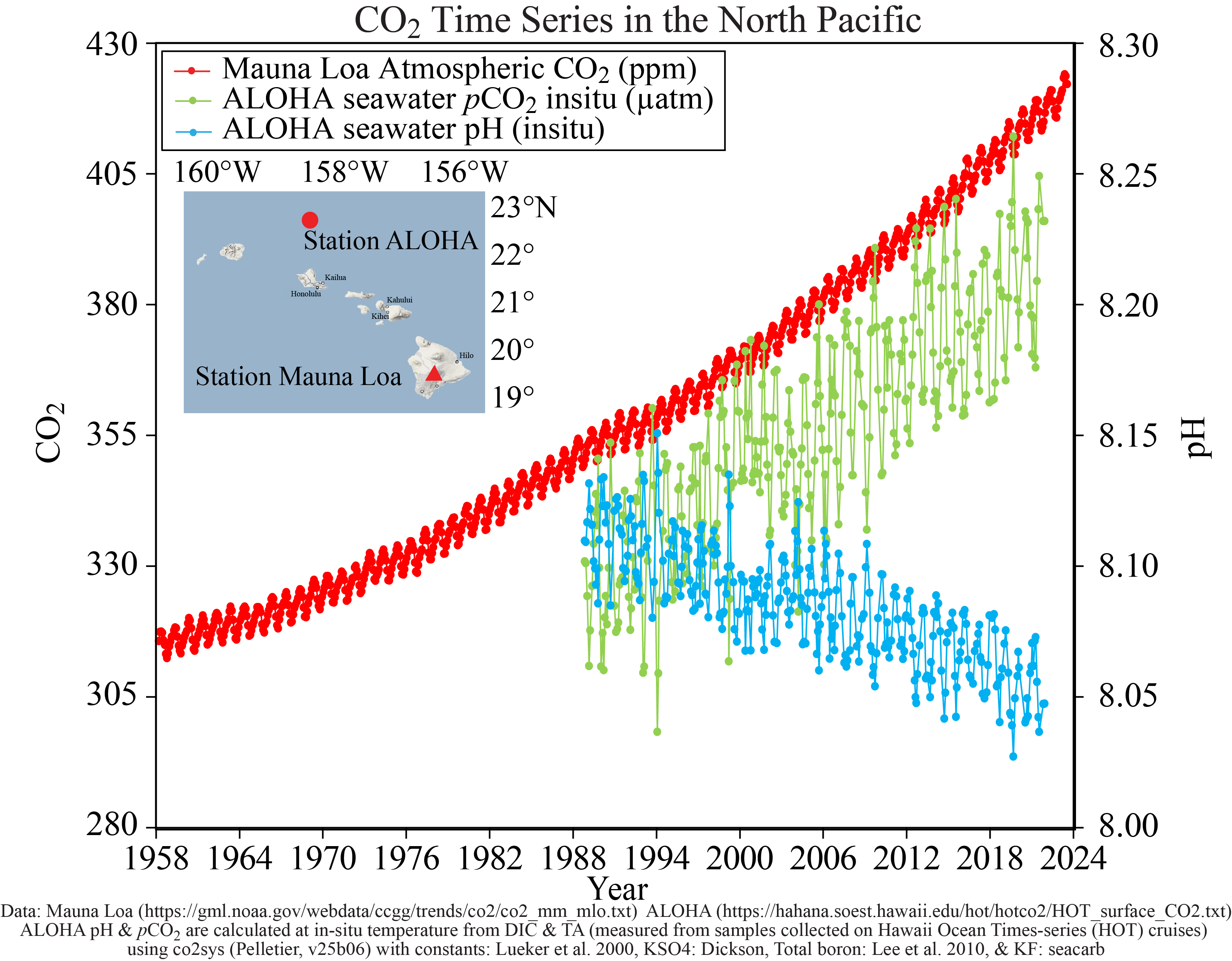
기후변화는 해양 산성화라고 불리는 해양의 pH 값 하락을 야기한다: 마우나로아의 대기 중 이산화탄소 시계열(ppmv; 빨강), 아열대 북태평양의 해양 스테이션 ALOHA에서 측정된 해수 표면 이산화탄소(μatm; 초록), 해수 표면 pH(파랑).

기후변화가 해양에 미치는 영향은 다양하다. 그 중 하나는 해양 온도의 상승이다. 더 빈번한 해양 폭염이 이와 연관되어 있다. 기온 상승은 빙상이 녹아 해수면 상승에 영향을 미친다. 해양에 대한 다른 영향으로는 해빙 감소, pH 값 및  산소 농도 감소, 해양 층화 증가 등이 있다. 이 모든 것은 대서양 자오선 역전 순환(AMOC)의 약화와 같은 해류의 변화로 이어질 수 있다. 이러한 변화의 근본적인 원인은 인간 활동, 주로 화석 연료 연소로 인한 온실 가스 배출이다. 이산화탄소와 메탄은 온실가스의 대표적인 예이다. 해양이 기후 체계에서 추가적인 열의 대부분을 차지하기 때문에 추가적인 온실 효과는 해양 온난화를 초래한다. 바다는 또한 대기에 있는 여분의 이산화탄소 중 일부를 흡수한다. 이로 인해 바닷물의 pH 값이 감소하게 된다. 과학자들은 바다가 인간이 배출한 모든 CO2 배출량의 약 25%를 흡수하는 것으로 추정한다.
바다의 다양한 층들은 서로 다른 온도를 가지고 있다. 예를 들어, 물은 바다 밑으로 갈수록 더 차갑다. 이 온도 계층화는 상승하는 공기 온도로 인해 바다 표면이 따뜻해지면서 증가할 것이다.:471 이것과 연결된 것은 바다 층의 혼합이 감소하여 따뜻한 물이 표면 근처에서 안정화되는 것이다. 이에 따라 차갑고 깊은 물의 순환이 감소한다. 감소된 수직 혼합은 바다가 열을 흡수하는 것을 더 어렵게 만든다. 그래서 미래의 온난화의 더 큰 부분은 대기와 육지로 가게 된다. 한 가지 결과는 열대 저기압과 다른 폭풍들이 사용할 수 있는 에너지의 양이 증가하는 것이다. 또 다른 결과는 해양 상층에 서식하는 물고기들의 영양분이 감소하는 것이다. 이러한 변화들은 또한 바다의  탄소 저장 능력을 감소시킨다. 동시에, 염분의 대조도가 증가하고 있다. 염분이 있는 지역의 염도는 더 올라가고 염도가 덜한 지역은 소금기가 감소하고 있다.

### 해수면 상승

지구 평균 해수면은 1880년 이후 약 상승했으며, 이는 다른 유형의 홍수(만조 홍수 및 폭풍해일)가 발생하는 해수면 높이를 증가시켰다.

장기적인 해수면 상승은 간헐적인 조석 홍수 외에 발생한다. 미국 해양대기청은 한 국가 내에서도 해안선에 따라 다른 수준의 해수면 상승을 예측한다.

해수면 상승(海水面上昇, 영어: Sea level rise)은 해수면이 상승하는 현상을 말한다.
원인은 지구 온난화의 영향에 따른 해수의 열팽창과 대륙 빙하의 융해 등이 있다. 해수면 상승으로 인하여 방글라데시 등의 저지대 국가와 뉴욕, 마이애미, 암스테르담과 같은 저지대 도시와 , 투발루, 키리바시와 같은 해발고도가 낮은 작은 섬들이 수몰될 위기에 처해있다.

## 얼음과 눈

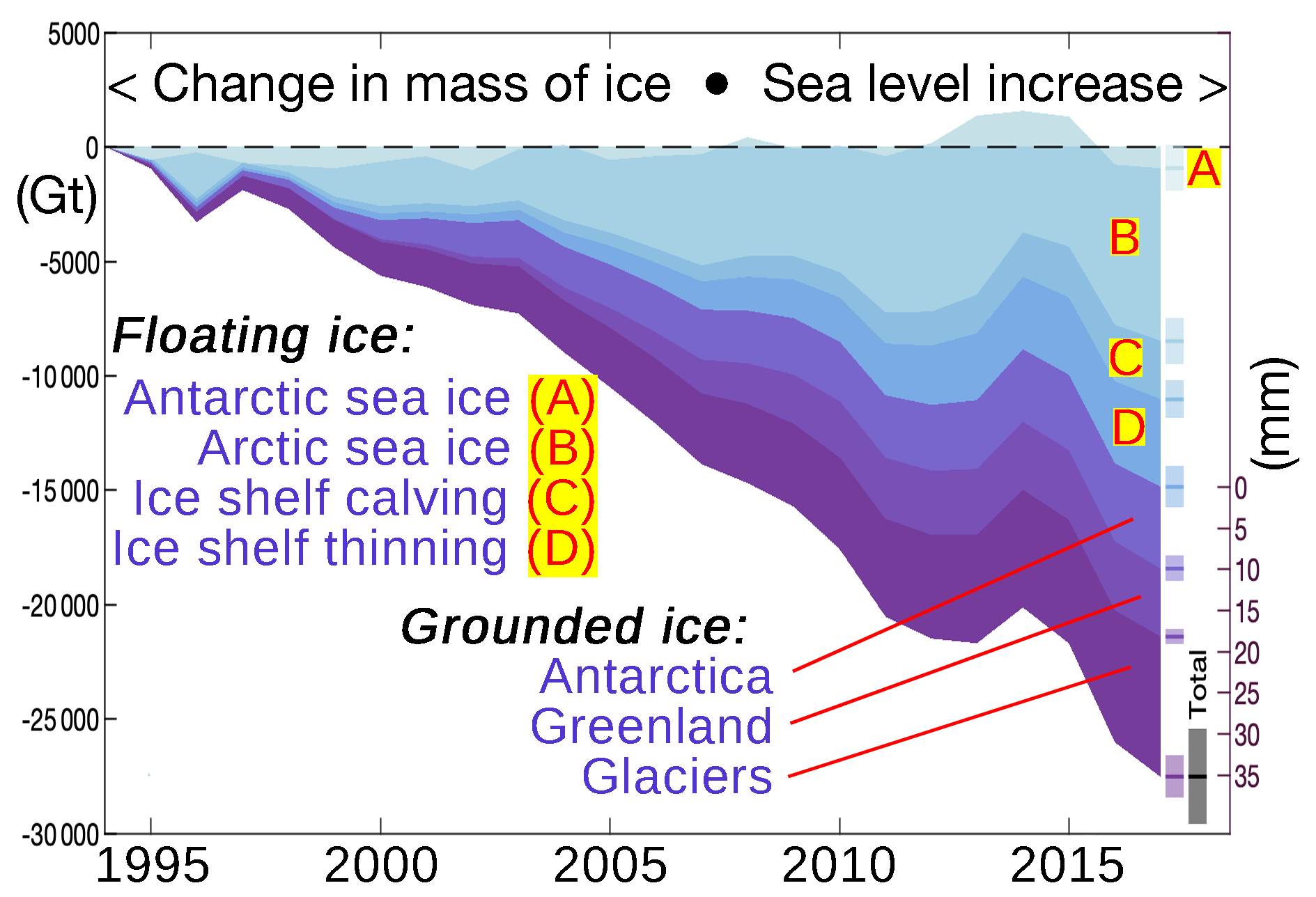
지구는 1994년에서 2017년 사이에 28조 톤의 얼음을 잃었으며, 녹는 육상 얼음(빙상 및 빙하)은 전 세계 해수면을 34.6 ± 3.1mm 상승시켰다. 얼음 손실 속도는 1990년대 이후 57% 증가하여 연간 0.8조 톤에서 1.2조 톤으로 늘어났다.

빙하 질량 감소는 온도 상승과 거의 선형적으로 관련이 있다.

빙권, 즉 눈이나 얼음으로 덮인 지구의 지역은 지구 기후 변화에 매우 민감하다. 1981년 이래 육상의 눈이 광범위하게 손실되었다. 가장 큰 감소 중 일부는 봄에 관찰되었다. 21세기 동안 설빙은 거의 모든 지역에서 계속 후퇴할 것으로 예상된다.:39–69

### 빙하 감소
20세기 초부터 빙하는 광범위하게 후퇴했다.:1215 극지방 빙상과 관련 없는 빙하들은 1971년과 2019년 사이에 질량의 약 8%를 잃었다.:1275 남아메리카의 안데스산맥과 아시아의 히말라야에서는 빙하 후퇴가 물 공급에 영향을 미칠 수 있다. 이 빙하들의 녹음은 또한 산사태나 빙하호 붕괴 홍수를 유발할 수 있다.

### 빙상 감소
그린란드 빙상과 서남극 빙상의 해빙은 장기간에 걸쳐 해수면 상승에 계속 기여할 것이다. 그린란드 빙상의 손실은 주로 상층부의 해빙에 의해 발생한다. 남극 빙상의 손실은 따뜻한 해수가 유출 빙하를 녹이는 데서 기인한다.:1215
서남극 빙상의 미래 해빙은 고배출 시나리오에서 부분적 붕괴의 결과로 잠재적으로 급작스럽게 일어날 수 있다.:595–596 빙상의 일부는 해수면 아래의 기반암에 기반을 두고 있다. 이는 해양 빙상 불안정성이라는 자기 강화 과정에 취약하게 만들 수 있다. 해양 빙하 절벽 불안정성도 부분적 붕괴에 기여할 수 있다. 그러나 그 중요성에 대한 증거는 제한적이다.:1269–1270 빙상의 부분적 붕괴는 급격한 해수면 상승과 국지적인 염분 감소로 이어질 것이다. 이는 수십 년, 심지어 수천 년 동안 되돌릴 수 없을 것이다.:595–596 서남극 빙상의 완전한 손실은 5 미터 (16 ft) 이상의 해수면 상승을 야기할 것이다.
서남극 빙상과는 달리, 그린란드 빙상의 융해는 수천 년에 걸쳐 점진적으로 일어날 것으로 예상된다.:595–596 지속적인 온난화가 1 °C (1.8 °F) (낮은 신뢰도)에서 4 °C (7.2 °F) (중간 신뢰도) 사이에 이르면 빙상이 완전히 사라질 것이다. 이는 전 세계 해수면에 7 m (23 ft)을 기여할 것이다.:363 빙상 손실은 고도-표면 질량 균형 피드백이라고 불리는 또 다른 자기 강화 되먹임으로 인해 되돌릴 수 없게 될 수 있다. 빙상 위에 얼음이 녹으면 고도가 낮아진다. 낮은 고도에서는 기온이 더 높기 때문에 이는 추가적인 융해를 촉진한다.:362

### 해빙 감소

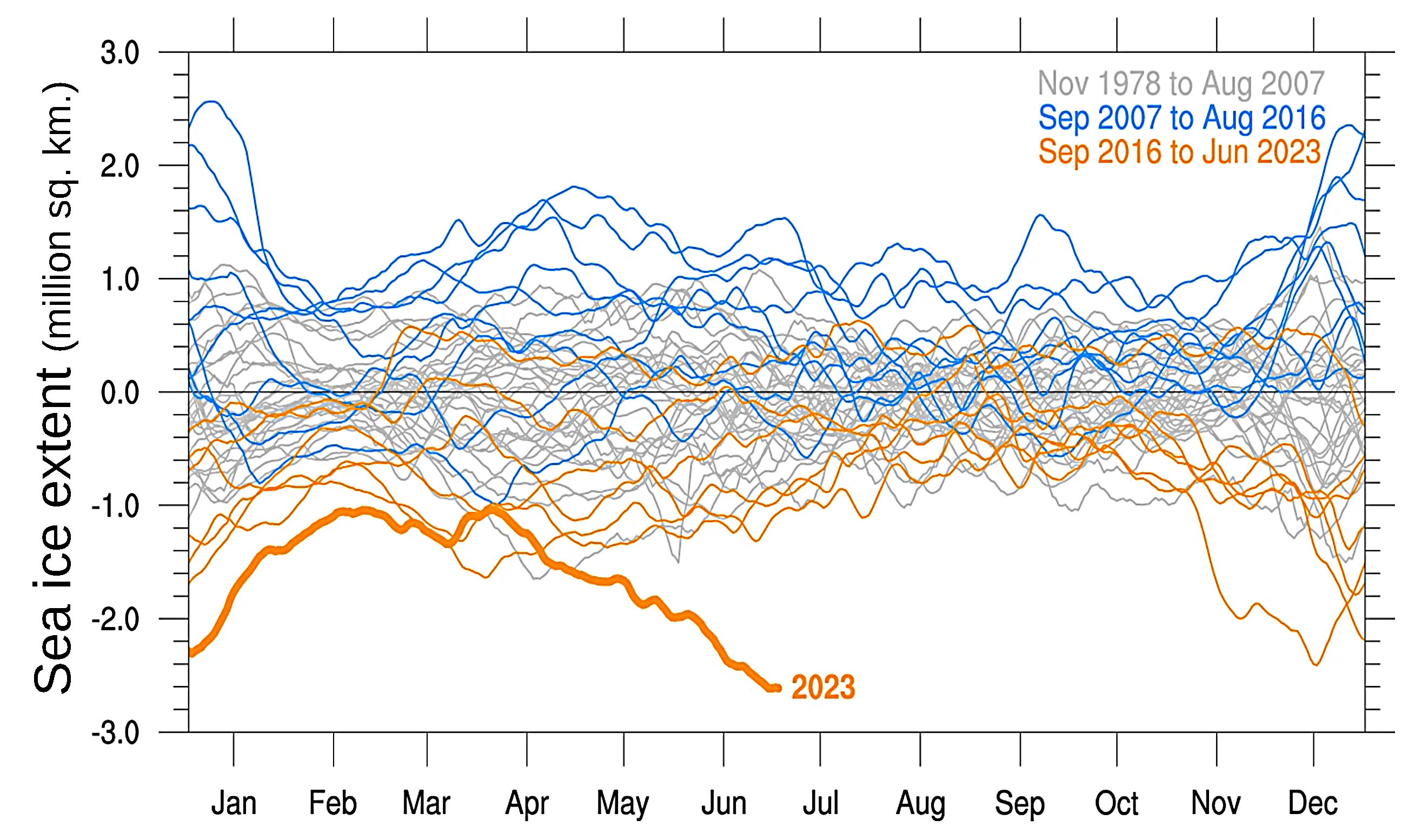
2023년 중반 남극 해빙 면적 감소를 보고하며 연구자들은 "이전에 중요했던 관계가 더 이상 해빙 변동성을 지배하지 않는" 새로운 해빙 상태로 "정권 교체"가 일어나고 있을 수 있다고 결론지었다.

해빙은 들어오는 태양 복사 에너지의 50%에서 70%를 우주로 반사한다. 반면 대양은 들어오는 태양 에너지의 6%만 반사한다. 기후가 따뜻해지면서 눈이나 해빙으로 덮인 면적이 줄어든다. 해빙이 녹으면 대양이 더 많은 에너지를 흡수하여 따뜻해진다. 이러한 얼음-반사율 되먹임은 기후변화의 자기 강화 되먹임이다. 해빙에 대한 대규모 측정은 위성이 사용 가능해진 이후에야 가능했다.
북극의 해빙은 최근 수십 년간 기후변화로 인해 면적과 부피 모두 감소했다. 여름에는 겨울에 다시 얼어붙는 것보다 더 많이 녹고 있다. 21세기 초 북극의 해빙 감소는 가속화되고 있다. 10년당 4.7%의 감소율을 보이며, 최초의 위성 기록 이후 50% 이상 감소했다. 온난화가 1.5 °C (2.7 °F)도에 이르면 얼음이 없는 여름은 드물 것으로 예상된다. 온난화가 2 °C (3.6 °F)도에 이르면 적어도 10년에 한 번은 발생할 것으로 예상된다.:8 북극은 2050년 이전에 일부 여름의 끝에 얼음이 없을 가능성이 높다.:9
남극의 해빙 범위는 해마다 크게 달라진다. 이로 인해 추세를 파악하기 어렵고, 2013년에서 2023년 사이에 사상 최고치와 최저치가 관측되었다. 1979년 위성 측정 시작 이래 전반적인 추세는 대략 평평했다. 2015년에서 2023년 사이에 해빙이 감소했지만, 높은 변동성으로 인해 이는 유의미한 추세와 일치하지 않는다.

### 영구동토 해빙
전 세계적으로 영구동토는 2007년에서 2016년 사이에 약 0.3 °C 따뜻해졌다. 영구동토의 범위는 수십 년 동안 줄어들고 있다. 미래에는 더 많은 감소가 예상된다.:1280 영구동토의 해빙은 지반을 약하고 불안정하게 만든다. 해빙은 철도, 정착촌, 송유관과 같은 영구동토 지역의 인간 인프라에 심각한 피해를 줄 수 있다.:236 해빙되는 토양은 또한 분해하는 미생물로부터 메테인과 CO2를 방출할 수 있다. 이는 강력한 되먹임 고리를 지구 온난화로 생성할 수 있다. 일부 과학자들은 전 세계 영구동토 내 탄소 저장량이 약 1600기가톤으로, 대기 중 탄소량의 두 배에 달한다고 믿는다.

## 야생동물 및 자연

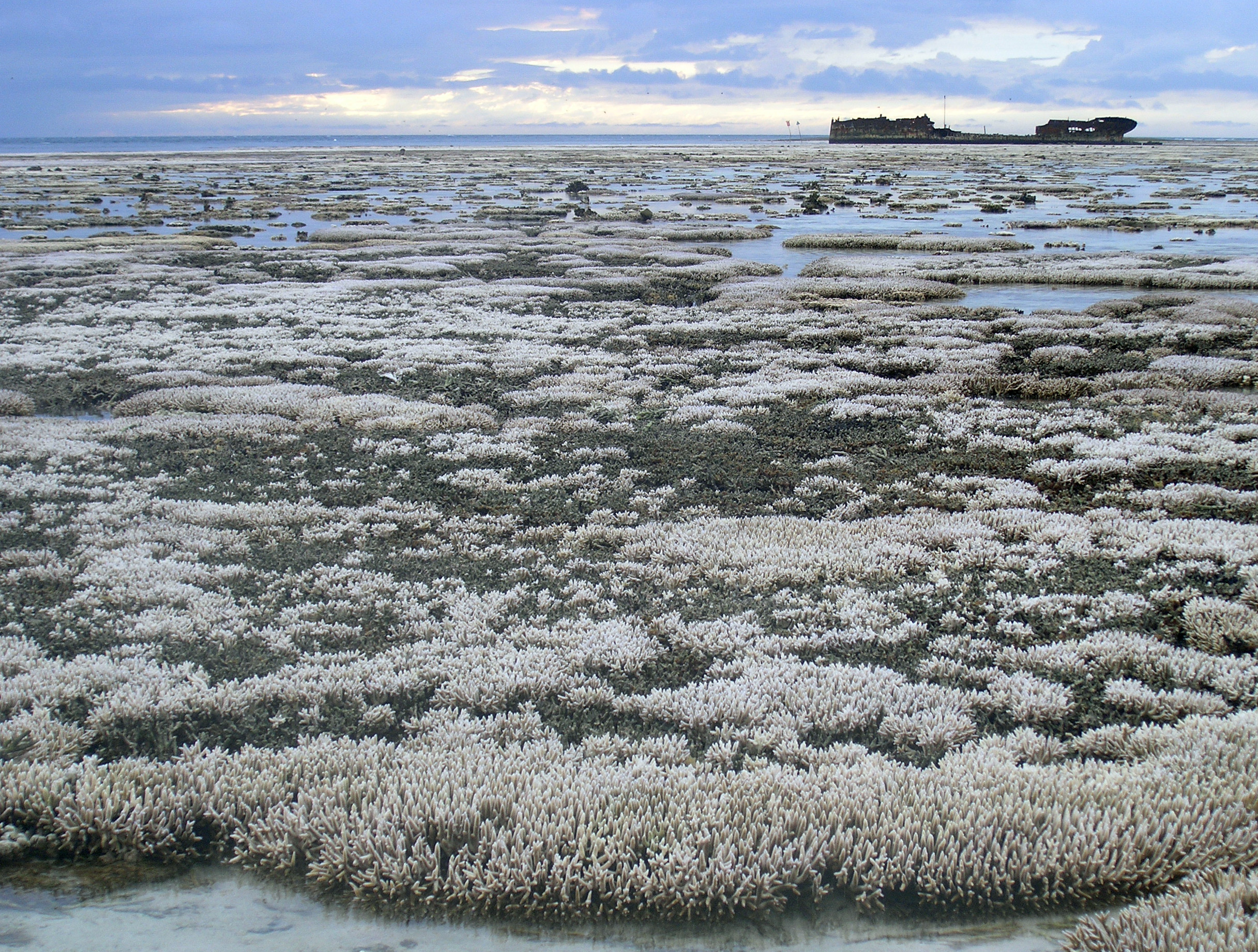
2016년 호주의 그레이트배리어리프 일부는 산호 백화 현상(부분적으로 해수 온도 상승과 해양 폭염으로 인해 발생) 이후이다.

최근의 온난화는 자연 생물학적 시스템에 큰 영향을 미쳤다.:81 전 세계의 종들은 더 추운 지역인 극지방으로 이동하고 있다. 육상에서는 종들이 더 높은 고도로 이동할 수 있다. 해양 종들은 더 깊은 곳에서 더 차가운 물을 찾는다. 2020년까지 지난 50년간 다양한 요인 중 기후변화가 자연에 세 번째로 큰 영향을 미쳤다. 토지 및 해양 이용 변화와 유기체 직접 착취만이 더 큰 영향을 미쳤다.
기후변화가 자연에 미치는 영향은 향후 수십 년 동안 더욱 커질 가능성이 높다. 기후변화로 인한 스트레스는 토지 전환, 토지 황폐화, 수확, 오염과 같은 생태계에 대한 다른 스트레스와 결합된다. 이는 고유한 생태계에 상당한 피해를 줄 위험이 있다. 심지어 생태계의 완전한 손실과 종의 멸종으로 이어질 수도 있다. 이는 생태계 내 종간 핵심 상호작용을 방해할 수 있다. 이는 한 지역의 종들이 따뜻해지는 서식지를 같은 속도로 떠나지 않기 때문이다. 결과적으로 생태계 기능 방식에 급격한 변화가 발생한다. 영향에는 지역 강우량 패턴의 변화, 많은 지역에서 나무와 식물의 조기 발아, 종의 고위도 및 고고도 이동, 조류 이동의 변화, 그리고 해양 플랑크톤과 어류가 한랭 적응 군집에서 온난 적응 군집으로 이동하는 것이 포함된다.
이러한 육상 및 해양 생태계의 변화는 인간 복지에 직접적인 영향을 미친다.:385 예를 들어, 해양 생태계는 해안 보호에 기여하고 식량을 제공한다.:385 민물 및 육상 생태계는 인간 소비를 위한 물을 제공할 수 있다. 더욱이, 이러한 생태계는 탄소를 저장할 수 있다. 이는 기후계를 안정화하는 데 도움이 된다.

### 육상 생태계
기후변화는 다양한 육상 유형에서 생물다양성 감소의 주요 동인이다. 여기에는 서늘한 구과식물 숲, 사바나, 지중해성 기후 시스템, 열대림, 그리고 북극 툰드라가 포함된다.:239 다른 생태계에서는 토지 이용 변화가 적어도 단기적으로는 생물다양성 손실의 더 강력한 동인이 될 수 있다.:239 2050년 이후에는 기후변화가 전 세계적으로 생물다양성 손실의 주요 원인이 될 수 있다.:239 기후변화는 서식지 변경, 오염 및 침입종과 같은 다른 압력과 상호작용한다. 이러한 상호작용을 통해 기후변화는 많은 육상 및 민물 종의 멸종 위험을 증가시킨다. 온난화가 1.2 °C (2.2 °F) (약 2023년)에 도달하면 일부 생태계는 대규모 나무 고사와 폭염으로 위협받는다. 온난화가 2 °C (3.6 °F)에 이르면 육상 종의 약 10%가 심각한 멸종 위기에 처할 것이다. 이는 그룹별로 다르다. 예를 들어 곤충과 도롱뇽목은 더 취약하다.:259

전 세계 나무 피복 손실률은 2001년 이후 약 두 배로 증가하여 연간 이탈리아 면적에 가까운 손실을 보였다.

아마존 우림에 내리는 비는 지표면 유출로 흘러나가지 않고 대기 중으로 증발하여 재순환된다. 이 물은 열대우림을 유지하는 데 필수적이다. 탈산림화로 인해 열대우림은 이러한 능력을 잃고 있다. 기후변화가 이 지역에 더 빈번한 가뭄을 가져오기 때문에 이러한 효과는 더욱 심각하다. 21세기 첫 20년 동안 가뭄의 빈도 증가와 다른 데이터는 열대우림에서 사바나로의 티핑 포인트가 가까울 수 있음을 나타낸다. 2019년 연구는 이 생태계가 2021년경 사바나로 50년간의 붕괴를 시작할 수 있다고 결론지었다. 그 후에는 이러한 변화를 막거나 되돌리기가 점점 더 불균형적으로 어려워질 것이다.

### 해양 생태계

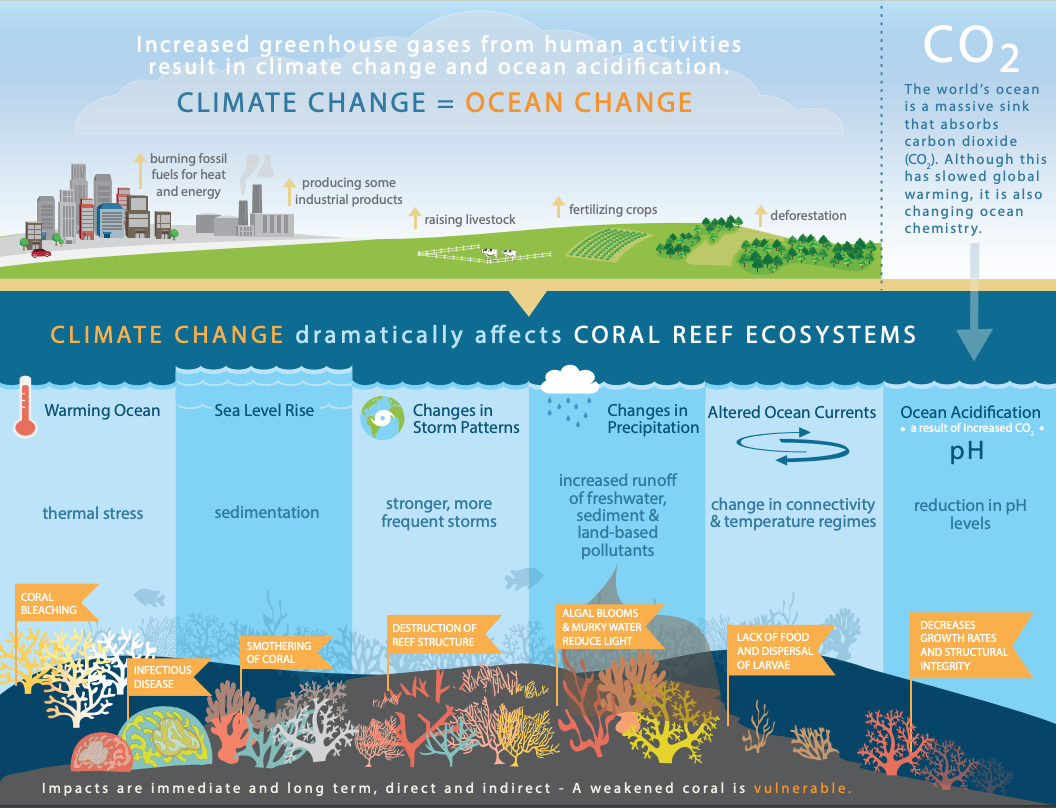
기후변화는 해수면 상승, 열대 폭풍의 빈도 및 강도 변화, 그리고 해양 순환 패턴 변화를 통해 산호초 생태계에 영향을 미칠 것이다. 이러한 모든 영향이 결합되면 생태계 기능뿐만 아니라 산호초 생태계가 제공하는 재화와 서비스도 극적으로 변화시킨다.

해양 폭염은 더 자주 발생하고 있다. 이는 대양의 생물에게 광범위한 영향을 미치는데, 여기에는 대규모 대량 폐사 사건과 산호 백화가 포함된다. 유해조류는 따뜻해지는 해수, 산소 손실, 부영양화에 반응하여 증가했다.:451 녹는 해빙은 서식지를 파괴하며, 해빙 아래에서 자라는 조류의 서식지도 파괴한다.
해양 산성화는 다양한 방식으로 해양 생물에게 해를 끼칠 수 있다. 껍질을 형성하는 유기체인 굴과 같은 생물은 특히 취약하다. 일부 식물성 플랑크톤과 해초 종은 이점을 얻을 수 있다. 그러나 이들 중 일부는 어류 식물성 플랑크톤 종에게 독성이 있다. 이들의 확산은 수산업과 수산양식에 위험을 초래한다. 오염을 방지하는 것은 산성화의 영향을 줄일 수 있다.
온수 산호초는 지구 온난화와 해양 산성화에 매우 민감하다. 산호초는 수천 종의 서식지를 제공한다. 그들은 해안 보호 및 식량과 같은 생태계 서비스를 제공한다. 그러나 온난화가 1.5 °C (2.7 °F)로 유지되더라도 오늘날 온수 산호초의 70-90%는 사라질 것이다.:179 산호초는 다른 해양 생물을 위한 물리적 구조물을 형성하는 골격 유기체이다. 다른 골격 유기체도 기후변화의 위험에 처해 있다. 맹그로브와 해초는 낮은 수준의 지구 온난화에서는 중간 위험에 처한 것으로 간주된다.:225

## 티핑 포인트 및 되돌릴 수 없는 영향

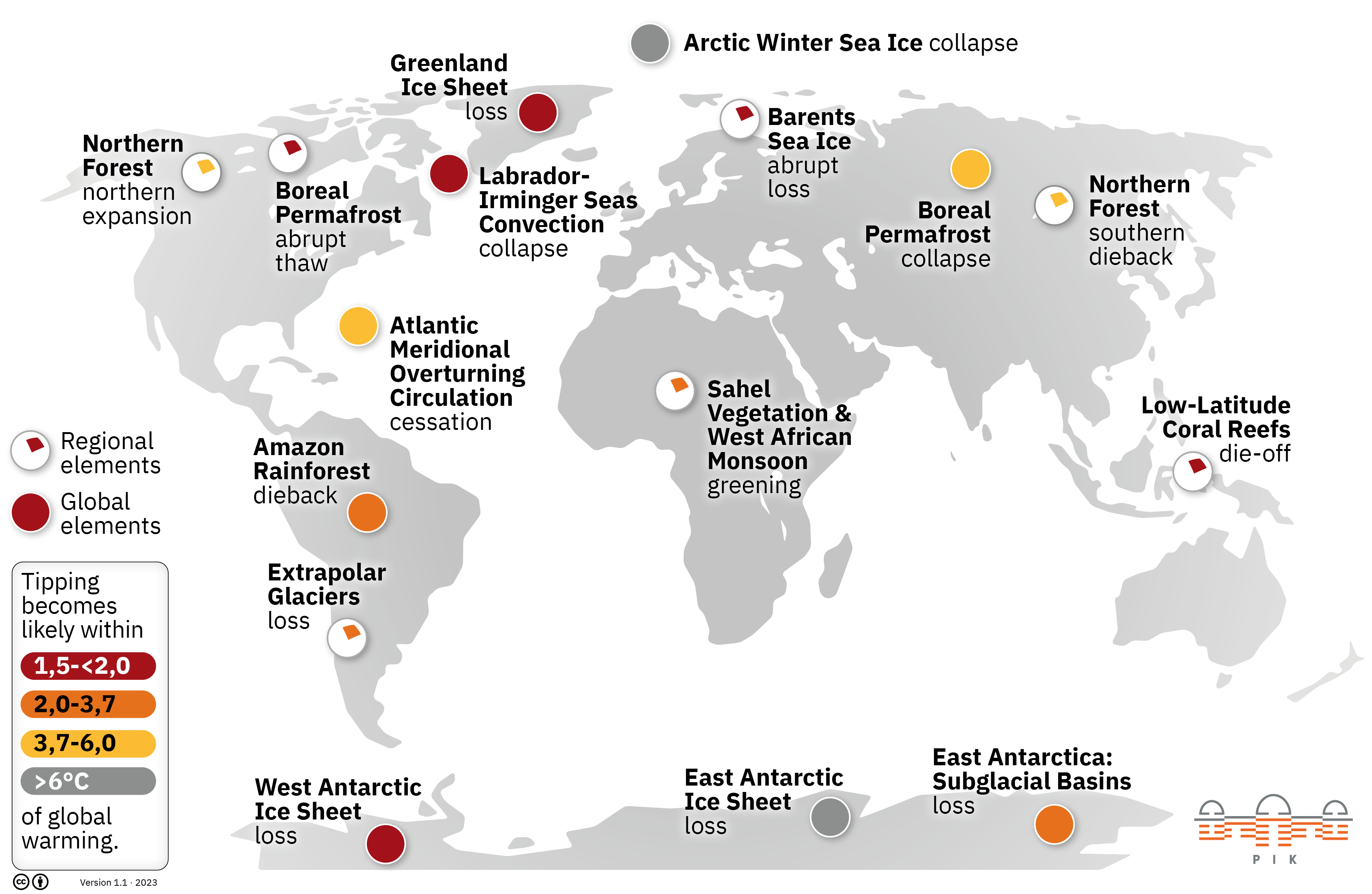
전 세계적으로 특정 온난화 수준에 도달하면 티핑 포인트를 지나 다른 상태로 전환될 수 있는 여러 지역이 있다.

기후계는 자연 환경의 일부가 새로운 상태로 진입할 때 "임계점 행동" 또는 "티핑 포인트"를 보인다. 예를 들어 빙상의 폭주적 손실이나 숲의 고사 등이 있다. 티핑 행동은 생태계, 빙상, 해양 및 대기 순환을 포함한 기후계의 모든 부분에서 발견된다. 티핑 포인트는 지구의 먼 과거 데이터와 물리적 모델링을 사용하여 연구된다. 산업화 이전 온도보다 1 °C (1.8 °F) 높으면 전 세계적인 티핑 포인트의 위험이 이미 중간 수준이다. 이는 2.5 °C (4.5 °F)에서는 높은 위험이 된다.:254, 258 일부 티핑 포인트가 이미 가깝거나 넘어섰을 가능성이 있다. 서남극과 그린란드 빙상, 아마존 열대우림, 그리고 온수 산호초가 그 예이다.
티핑 포인트는 미래 기후변화의 가장 위험한 측면일 수 있으며, 사회에 돌이킬 수 없는 영향을 미 미칠 수 있다. 대서양 메르디안 뒤집힘 순환의 붕괴는 인도에서 강수량을 절반으로 줄이고 북유럽의 기온을 심각하게 떨어뜨릴 수 있다. 많은 티핑 포인트는 서로 연결되어 있어 하나가 촉발되면 도미노 효과와 같은 연쇄적인 영향을 초래할 수 있다. 이는 온난화가 2 °C (3.6 °F)보다 훨씬 낮은 수준에서도 여전히 가능성 있는 시나리오이다. 2018년 연구에 따르면 기후변화로 인한 문제를 포함하여 환경 문제의 45%가 상호 연결되어 있다. 이는 도미노 효과의 위험을 증가시킨다.
미래의 영향은 적어도 여러 세대에 걸쳐 되돌릴 수 없을 수도 있다.:785 여기에는 심해의 온난화와 산성화가 포함된다. 이들은 지구 온도가 상승을 멈춰도 계속될 것이다. 생물학적 시스템에서는 종의 멸종이 되돌릴 수 없는 영향이 될 것이다.:785 사회 시스템에서는 고유한 문화가 사라질 수 있다.:785 기후변화는 멸종 위기에 처한 언어가 사라질 가능성을 높일 수 있다.

## 건강, 식량 안전 보장 및 물 안전 보장
인간은 기후 틈새를 가지고 있다. 이는 인간이 번성하는 특정 온도 범위이다. 그 틈새를 벗어나면 조건이 덜 유리해진다. 이는 건강, 식량 안전 보장 등에 부정적인 영향을 미친다. 이 틈새는 연평균 기온 29°C 미만이다. 2023년 5월 현재 6천만 명이 이 틈새 밖에 살고 있었다. 온난화가 0.1도 추가될 때마다 1억 4천만 명이 이 틈새 밖으로 밀려날 것이다.

### 건강
기후변화가 인류보건에 미치는 영향은 점점 더 잘 연구되고 정량화되고 있다. 기온 상승과 기상 패턴의 변화는 폭염, 산불, 가뭄, 홍수, 산사태, 허리케인 및 기타 부상 및 질병 원인의 빈도와 심각성을 증가시키고 있다. 폭염과 기상이변은 건강에 직간접적으로 큰 영향을 미친다. 고온 노출의 직접적인 결과로 질병, 실외 근로자의 노동 능력 감소, 열 관련 사망률이 있다.
직접적인 영향 외에도 기후변화와 기상이변은 생물권에 변화를 일으킨다. 일부 지역에서는 기후에 민감한 병원체와 매개체에 의한 질병이 증가할 수 있다. 기온 변화는 뎅기열과 같은 모기 매개 질병과 설사 질환을 포함한 수인성 질병에 유리한 환경을 만들고 있다. 기후변화는 미래에 전염병이 퍼질 수 있는 곳에 영향을 미칠 것이다. 많은 전염병이 사람들이 이에 노출되지 않은 새로운 지역으로 퍼질 것이다.
기후변화는 일부 작물과 지역의 수확량 감소를 유발하여 식량 비용 증가, 식량 불안정 및 영양부족을 초래할 수 있다. 물 불안정도 추가적인 우려 사항이다. 빈곤, 이주, 폭력적인 갈등 및 정신 건강에 대한 부정적인 영향이 모두 발생하고 있다.

### 식량 안전 보장

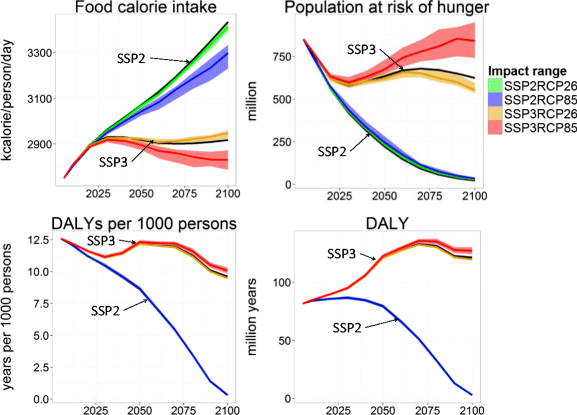
두 가지 공동사회경제경로에 따른 평균 식량 가용성(1인당 칼로리 소비량으로 표시), 기아 위험 인구 및 장애 조정 생명년의 예상 변화: 기준선인 SSP2, 그리고 전 세계적 경쟁과 갈등이 높은 SSP3 시나리오. 빨간색과 주황색 선은 미래 배출량의 높고 낮은 강도 및 관련 기후변화를 가정한 SSP3에 대한 예측을 보여준다.

기후변화는 전 세계 농업과 식량 생산에 영향을 미칠 것이다. 그 이유는 대기 중 이산화탄소(CO2) 농도 상승의 영향 때문이다. 높은 기온과 변화된 강수 및 증산 체제 또한 요인이다. 기상이변의 빈도 증가와 변화된 잡초, 해충, 그리고 병원체의 압력 또한 다른 요인이다.:282 가뭄은 작물 실패와 가축 사료용 목초지 손실로 이어진다. 가축의 손실과 성장 부진은 우유 생산량과 육류 생산량을 감소시킨다. 토양 침식률은 무경운 농법을 사용하는 농업 지역에서 토양 축적률보다 10-20배 높다. 경작 지역에서는 100배 더 높다. 기후변화는 이러한 유형의 토지 황폐화와 사막화를 악화시킨다.:5
기후변화는 식량 안전 보장의 네 가지 기둥 모두에 부정적인 영향을 미칠 것으로 예상된다. 이는 식량의 가용성뿐만 아니라 가격, 식량 품질, 식량 시스템의 안정성을 통해 식량 접근 용이성에도 영향을 미칠 것이다. 기후변화는 이미 밀과 다른 주식의 생산성에 영향을 미치고 있다.
많은 지역에서 수산업 어획량은 지구 온난화와 생화학적 순환의 변화로 인해 이미 감소하고 있다. 남획과 결합하여 따뜻해지는 해수는 바다의 어류량을 감소시킨다.:12 온난화 1도당 해양 생물량은 약 5% 감소할 것으로 예상된다. 열대 및 아열대 해양이 가장 큰 영향을 받는 반면, 극지 해수에서는 어류가 더 많아질 수 있다.

### 물 안전 보장
물 자원은 다양한 방식으로 기후변화의 영향을 받을 수 있다. 가용 민물의 총량은 건기나 가뭄으로 인해 변할 수 있다. 집중 강우와 홍수는 수질에 영향을 미칠 수 있다. 이들은 증가된 지표면 유출을 통해 오염 물질을 수역으로 운반할 수 있다. 해안 지역에서는 높은 해수면과 더 강렬한 폭풍으로 인해 더 많은 소금이 물 자원으로 유입될 수 있다. 높은 온도 또한 직접적으로 수질을 저하시킨다. 이는 따뜻한 물이 산소를 덜 함유하기 때문이다. 물 순환의 변화는 기존 및 미래의 물 인프라를 위협한다. 물 순환의 미래 변동성에 대한 상당한 불확실성 때문에 물 인프라에 대한 투자를 계획하기가 더 어려워질 것이다.
15억에서 25억 명의 사람들이 정기적인 물 안전 보장 문제에 직면한 지역에 살고 있다. 만약 지구 온난화가 4 °C (7.2 °F)에 도달한다면, 물 불안정성은 약 두 배 더 많은 사람들에게 영향을 미칠 것이다. 물 자원은 대부분의 건조한 아열대 지역과 중위도 지역에서는 감소할 가능성이 높다. 그러나 고위도 지역에서는 증가할 것이다. 그러나 변동성 있는 유량은 물 자원이 증가한 지역조차도 추가적인 단기 물 부족을 경험할 수 있다는 것을 의미한다.:251 인도, 중국, 미국, 아프리카의 건조 지역에서는 이미 건기와 가뭄이 물 가용성에 영향을 미치고 있다.

## 인간 정착지
기후변화는 특히 북극, 아프리카, 작은 섬들, 아시아의 거대 삼각주, 그리고 중동 지역에 영향을 미칠 가능성이 높다. 저위도, 저개발 지역이 기후변화의 부정적인 영향을 경험할 위험이 가장 높다.:795–796 동남아시아 국가 연합 10개국은 기후변화의 부정적인 영향에 세계에서 가장 취약한 국가들에 속한다. 동남아시아 국가 연합의 기후 완화 노력은 이 지역이 직면한 기후변화 위협에 비례하지 않는다.

### 열 영향

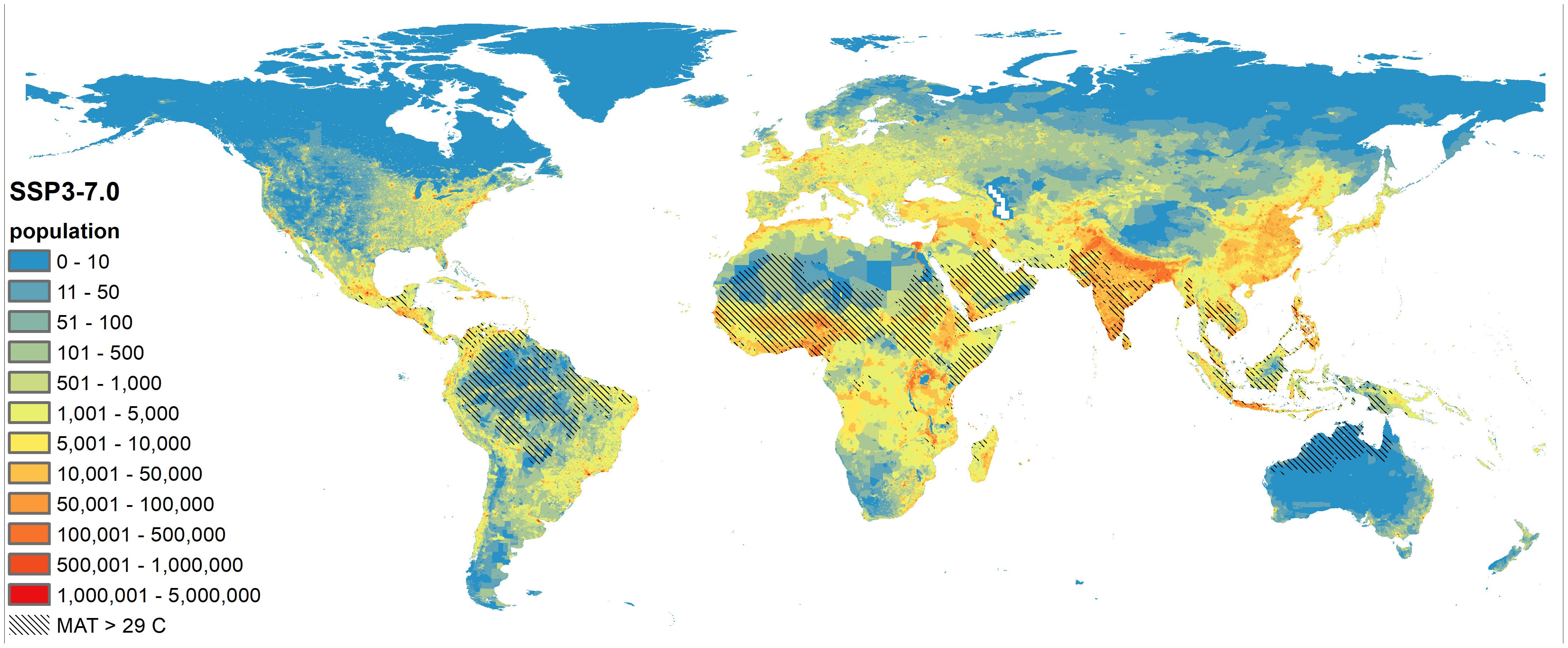
고배출 시나리오에서 미래 인구 분포와 극한 열의 중첩

인구 증가 패턴에 변화가 없고 이주도 없다면, 온실 기체 배출이 계속 빠르게 증가할 경우, 인구의 3분의 1이 거주하는 지역은 50년 내에 사하라 사막의 가장 더운 지역만큼 뜨거워질 수 있다. 이 지역의 예상 평균 온도는 29 °C (84 °F) 이상으로, 인간에게 생물학적으로 적합한 기후 범위인 "인간 온도 틈새"를 벗어날 것이다. 가장 큰 영향을 받는 지역은 적응 능력이 거의 없다.
기후변화와 도시 열섬 효과로 인한 극한 열 노출 증가는 도시 정착지를 위협한다. 이는 열 스트레스를 견디지 못하는 도시숲의 그늘 손실로 인해 더욱 악화된다.
2019년 취리히 연방 공과대학교의 크라우더 연구소는 전 세계 520개 주요 도시의 기후 조건과 2050년 도시의 예측 기후 조건을 비교했다. 그 결과 주요 도시의 22%가 현재 어떤 도시에도 존재하지 않는 기후 조건을 가질 것이라는 사실을 발견했다. 예를 들어, 2050년 런던은 2019년 호주 멜버른과 유사한 기후를 가질 것이다. 아테네와 마드리드는 모로코의 페즈와 같을 것이다. 케냐의 나이로비는 모잠비크의 마푸투와 같을 것이고, 바마코는 니제르의 니아메와 같을 것이다. 브라질리아는 브라질의 고이아니아와 같을 것이다.

### 저지대 해안 지역
해안 근처의 저지대 도시 및 기타 정착지는 기후변화로 인해 여러 가지 동시적인 위험에 직면한다. 이들은 해수면 상승으로 인한 홍수 위험에 직면한다. 또한 더 심각한 폭풍, 해양 산성화, 그리고 지하수로의 염분 유입의 영향에 직면할 수 있다. 노출된 지역의 지속적인 개발과 같은 변화는 이 지역들이 직면하는 위험을 증가시킨다.

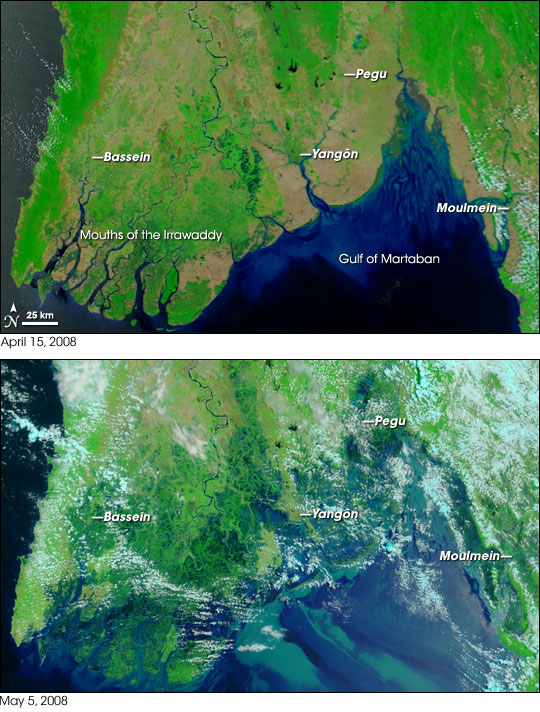
홍수림과 저지대 해안 지역은 기후변화로 인해 더 자주 침수될 것이다. 이는 미얀마의 이 지역이 사이클론 나르기스로 침수된 것과 같다.

해안의 인구 밀도는 높다. 기후 변화로 인한 해수면 상승으로 인해 해안 홍수 위험에 처한 사람들의 수는 다양하다. 추정치는 1억 9천만 명에서 3억 명에 이른다. 남극 빙상의 불안정성과 관련된 최악의 시나리오에서는 6억 4천만 명에 달할 수도 있다. 사람들은 아시아와 아프리카의 인구 밀집된 저지대 삼각주에서 가장 큰 영향을 받는다.
군소 도서 개발국은 특히 취약하다. 이들은 더 강력한 폭풍해일, 염수 침입, 해안 파괴를 경험할 가능성이 높다. 태평양, 인도양, 카리브해 지역의 저지대 작은 섬들은 심지어 영구적인 침수 위험이 있으며, 이는 인구 이동을 야기할 것이다. 피지, 통가, 서사모아 섬에서는 외곽 섬에서 온 이주민들이 해안을 따라 낮고 위험한 지역에 거주한다. 키리바시, 몰디브, 마셜 제도, 투발루와 같은 작은 환초 국가의 전체 인구는 이주될 위험이 있다. 이는 무국적 문제를 야기할 수 있다. 몇 가지 요인들이 이들의 취약성을 증가시킨다. 이는 작은 규모, 다른 육지와의 고립, 낮은 재정 자원, 보호 인프라 부족이다.

## 사회에 미치는 영향

국내총생산에 대한 피해 추정치는 크게 다르며, 이러한 피해 예측 접근 방식조차도 기후 티핑 포인트, 기후로 인한 극한 사건, 인류 건강 영향, 자원 또는 이주로 인한 갈등, 지정학적 긴장, 자연 기반 위험 또는 해수면 상승의 영향을 고려하지 않는다.

기후변화는 사회에 여러 영향을 미친다. 이는 건강, 식수 및 식량의 가용성, 경제적 불평등, 경제 성장에 영향을 미친다. 기후변화의 영향은 종종 상호 연결되어 있다. 이들은 서로 뿐만 아니라 기존의 취약성도 악화시킬 수 있다. 일부 지역은 인간이 살 수 없을 정도로 너무 뜨거워질 수 있다. 기후 관련 변화나 재해는 일부 지역의 사람들이 국내 다른 지역이나 다른 나라로 이동하게 할 수 있다.
일부 과학자들은 온실 기체 배출이 계속 증가하는 기후변화의 영향을 "기후 비상 사태" 또는 "기후위기"라고 설명한다. 일부 연구자들와 활동가들은 이를 문명에 대한 실존적 위협으로 묘사한다. 일부는 이러한 위협을 기후 안보로 정의한다. 기후변화의 결과와 그에 대한 대처 실패는 사람들이 근본 원인 해결로부터 주의를 분산시킬 수 있다. 이는 일부 연구자들이 "기후 파멸의 고리"라고 부르는 현상으로 이어진다.

### 이주 및 이동
이주는 국내에서 사람들이 이동하는 것이고, 이민은 다른 나라로 이동하는 것이다. 일부 사람들은 이 용어들을 상호교환적으로 사용한다. 기후변화는 여러 가지 방식으로 이주에 영향을 미친다. 더 빈번하고 심각한 기상 관련 재해는 비자발적 이주를 증가시킬 수 있다. 이는 주택과 서식지를 파괴한다. 사막화와 해수면 상승과 같은 기후 영향은 점진적으로 생계를 침식한다. 이는 지역 사회가 전통적인 고향을 포기하도록 강요한다. 다른 형태의 이주는 적응적이고 자발적이다. 이는 개인 또는 가구의 결정에 기반한다.:1079 반면에 일부 가구는 기후변화로 인해 빈곤에 빠지거나 더 가난해질 수 있다. 이는 덜 영향을 받는 지역으로 이동할 수 있는 능력을 제한한다.
기후 및 날씨로 인한 이주는 대개 국내에서 이루어지지만, 장거리 이동이다. 가뭄 및 열과 같이 서서히 발생하는 재해는 홍수와 같은 날씨 재해보다 장기 이주를 유발할 가능성이 더 높다. 사막화 및 토양 비옥도 감소로 인한 이주는 주로 개발도상국의 농촌 지역에서 도시로 이루어진다.:109
국내실향민감시센터에 따르면, 2020년 극심한 기상 이변으로 약 3천만 명이 이재민이 되었다. 같은 해 폭력과 전쟁으로 약 천만 명이 이재민이 되었다. 이러한 분쟁에 기후변화가 기여했을 수 있다. 2018년 세계은행은 기후변화로 인해 2050년까지 3천1백만에서 1억 4천3백만 명의 사람들이 국내 이주를 할 것이라고 추정했다. 이는 작물 실패, 물 부족, 해수면 상승을 피하기 위함이다. 이 연구는 사하라 이남 아프리카, 남아시아, 라틴 아메리카만을 다루었다.

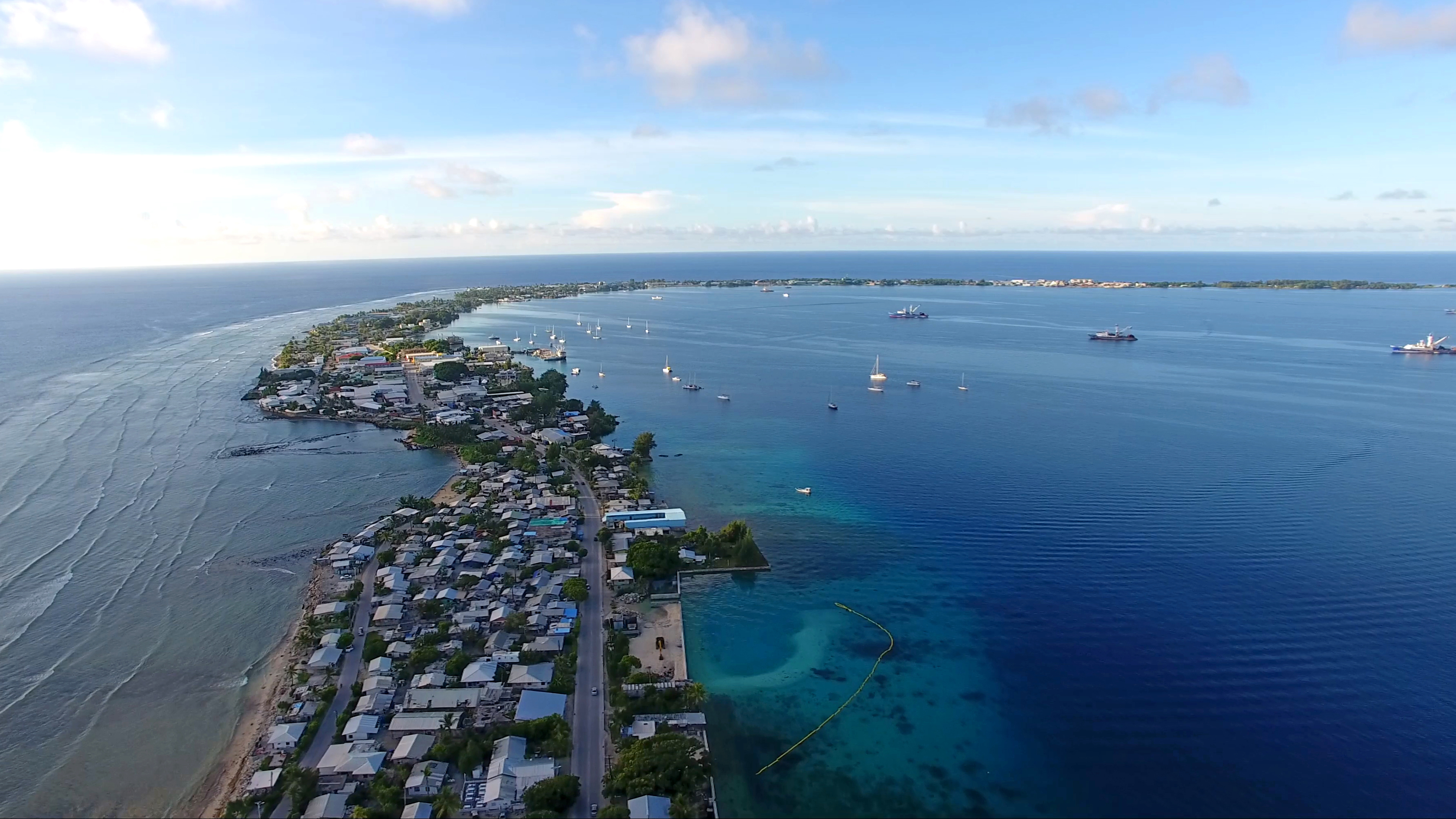
마셜 제도의 해수면 상승, 마을 가장자리까지 도달 (다큐멘터리 '원 워드'에서)

### 갈등

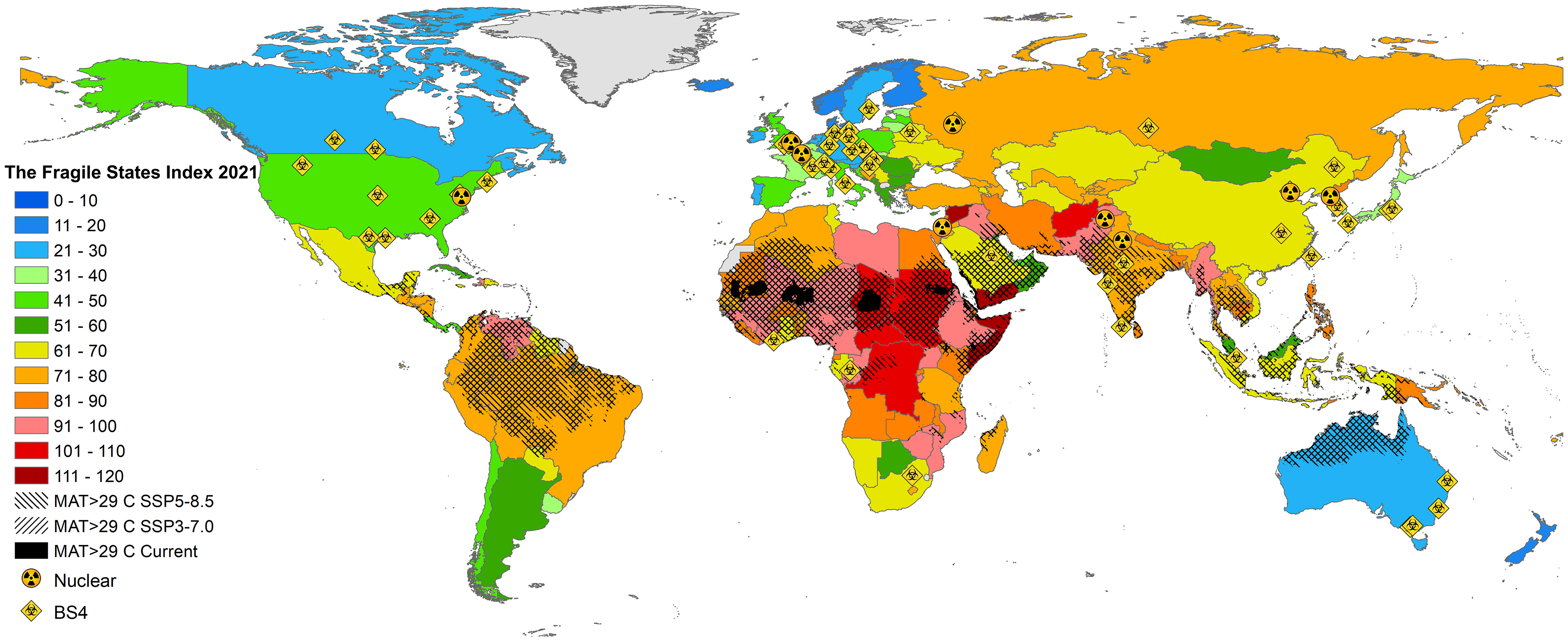
국가 취약성, 극한 열, 핵 및 생물학적 재앙적 위험의 중첩

기후변화는 가까운 미래에 국제 전쟁을 일으킬 가능성은 낮다. 그러나 기후변화는 내전, 공동체 폭력, 또는 항의와 같은 국가 내 갈등의 위험을 증가시킬 수 있다. IPCC 제6차 평가 보고서는 다음과 같이 결론 내린다: "기후 위험은 국내 무력 충돌에 영향을 미쳤지만(중간 신뢰도), 기후의 영향은 사회경제적, 정치적, 문화적 요인에 비해 작다(높은 신뢰도)."
기후변화는 식량, 물, 토지 등 희소 자원을 둘러싼 긴장을 야기하고, 국가 제도를 약화시키며, 빈곤한 개인들이 무장 단체에 가입할 기회비용을 줄이고, (기후로 인한) 이주와 관련된 긴장을 야기함으로써 갈등 위험을 증가시킬 수 있다. 기후변화 완화 또는 기후변화 적응 노력 또한 갈등을 유발할 수 있다. 예를 들어 식량 및 에너지 가격 상승 또는 사람들이 취약 지역에서 강제로 재배치될 때 발생할 수 있다.
연구에 따르면 기후변화는 가장 중요한 갈등 유발 요인이 아니며, 특정 상황에서만 갈등 위험에 영향을 미칠 수 있다. 관련 맥락 요인에는 농업 의존도, 정치적 불안정의 역사, 빈곤, 그리고 민족 집단의 정치적 배제가 포함된다. 따라서 기후변화는 "위협 승수"로 묘사되었다. 하지만 시리아 내전 또는 다르푸르 무력 충돌과 같은 특정 갈등에 대한 기후변화의 영향은 여전히 입증하기 어렵다.

### 취약 계층에 대한 사회적 영향
기후변화는 지역 사회 내 사람들에게 동일하게 영향을 미치지 않는다. 이는 여성, 노인, 종교적 소수자, 난민과 같은 취약 계층에게 다른 사람들보다 더 큰 영향을 미칠 수 있다.
- 장애인: 기후변화가 장애인에게 미치는 영향은 활동가 및 옹호 단체뿐만 아니라 유엔난민기구가 기후변화와 장애인의 권리에 대한 결의안을 채택함으로써 확인되었다.[1]
- 빈곤층: 기후변화는 전 세계 저소득 공동체 및 개발도상국의 빈곤층에 불균형적으로 영향을 미친다.[1] 빈곤층은 노출 및 취약성 증가로 인해 기후변화의 악영향을 경험할 가능성이 더 높다.[232] 2020년 세계은행 보고서에 따르면, 기후변화로 인해 2030년까지 3,200만에서 1억 3,200만 명의 사람들이 극심한 빈곤에 빠질 것으로 추정했다.[233]
- 여성: 기후변화는 성 불평등을 증가시킨다.[234] 이는 여성의 재정적 독립 능력을 감소시키고,[235] 특히 농업에 크게 의존하는 경제에서 여성의 사회적 및 정치적 권리에 전반적으로 부정적인 영향을 미친다.[234][1]
- 원주민: 원주민 공동체는 식량 및 기타 필수품을 위해 환경에 더 많이 의존하는 경향이 있다. 이는 그들을 생태계 교란에 더 취약하게 만든다.[236] 전 세계 원주민 공동체는 일반적으로 비원주민 공동체보다 경제적 불이익이 더 크다. 이는 그들이 겪었던 억압 때문이다. 이러한 불이익에는 교육 및 일자리 접근성 부족과 높은 빈곤율이 포함된다. 이 모든 것이 그들을 기후변화에 더 취약하게 만든다.[237]
- 어린이: 란셋의 건강 및 기후변화 보고서는 어린이들을 지구 온난화로 가장 큰 영향을 받는 집단 중 하나로 꼽는다.[238] 어린이들은 환경 요인으로 인해 사망할 가능성이 14-44% 더 높다.[239]

### 사회 붕괴 가능성
기후변화는 오랫동안 인류에게 심각한 위험으로 묘사되어 왔다. 기후변화가 실존적 위협으로 등장한 것은 기후 운동의 핵심 주제가 되었다. 군소 도서국 사람들도 이 주제를 사용한다. 이 주제에 대한 광범위한 연구는 없었다. 실존적 위험은 인류의 멸종을 야기하거나 지구상의 지적 생명의 잠재력을 파괴할 수 있는 위협이다. 기후변화의 주요 위험은 그 정의에 부합하지 않는다. 그러나 일부 주요 기후 위험은 사람들의 생존 능력에 영향을 미친다. 예를 들어, 일부 지역은 생존할 수 없을 정도로 너무 뜨거워지거나, 해수면 상승으로 특정 지역에 살 수 없게 될 수 있다.
2024년 10월 현재, 사회 붕괴의 가능성이 높아지면서 기후변화와 사회 붕괴에 대한 기사 수가 급증했다. 주요 기후 과학자들은 "기후변화는 더 깊은 시스템적 문제, 즉 생태적 과잉의 명백한 증상이며, 이는 본질적으로 불안정한 상태로 무한정 지속될 수 없다"고 강조한다. 이를 막기 위해 그들은 화석 연료를 단계적으로 줄이고, 메테인 배출을 줄이며, 과소비, 그리고 출산율 감소를 줄이고, 식물성 식단으로 전환하며, 생태계를 보호하고 복원하며, 사회 정의를 포함하는 생태경제학, 탈성장 경제학을 채택할 것을 제안한다. 기후변화 교육은 전 세계적으로 핵심 교육 과정에 통합되어야 한다.

## 경제적 영향

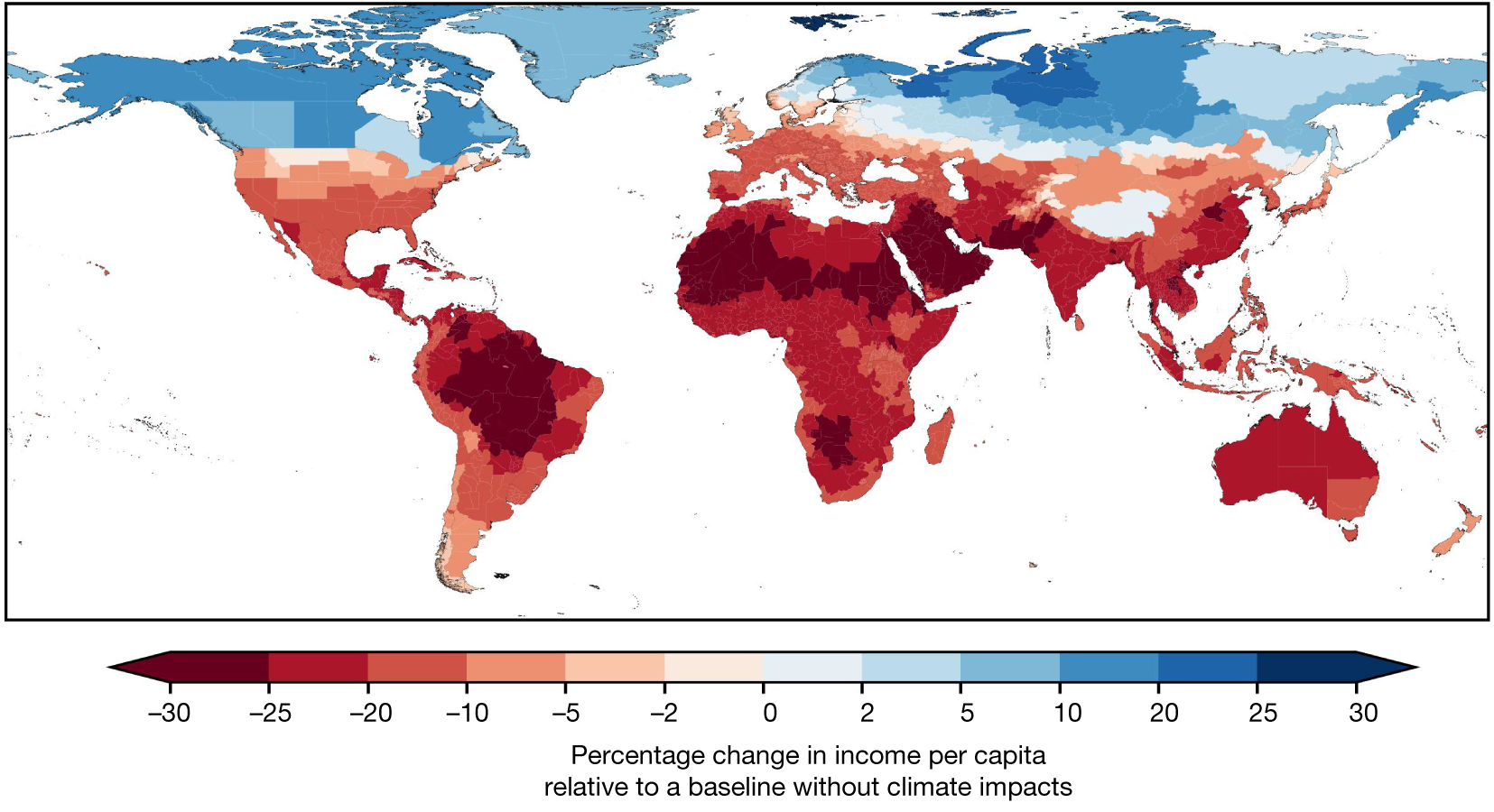
2050년까지 지구 온난화로 인한 지역별 예상 경제적 영향 중앙값.

지구 온난화의 경제적 영향에 대한 예측은 크게 다르다. 적응이 불충분할 경우 그 영향은 더 나빠진다. 경제 모델링은 재앙적인 기후 변화의 영향을 과소평가할 수 있다. 손실을 추정할 때 경제학자들은 할인율을 선택한다. 이는 미래 시점과 비교하여 현재 시점에 재화나 현금을 얼마나 선호하는지를 결정한다. 높은 할인율을 사용하면 경제적 손실을 과소평가할 수 있다. 이는 미래 세대의 손실이 덜 중요하게 여겨지기 때문이다.
온도가 더 많이 상승할수록 경제적 영향은 더 커진다. 과학자들은 1.5°C (2.7°F) 온난화와 3.66°C (6.59°F) 수준의 영향을 비교했다. 그들은 이 높은 수치를 배출을 막으려는 노력이 없는 것을 나타내는 데 사용한다. 그들은 1.5°C에서 총 피해가 3.66°C보다 90% 적다는 것을 발견했다.:256 한 연구는 21세기 말에 온난화가 3 °C (5.4 °F)로 제한될 경우 전 세계 국내총생산이 3.5% 감소할 것이라고 밝혔다. 이 연구는 티핑 포인트의 잠재적 효과를 제외한다. 다른 연구는 티핑 포인트를 제외하면 전 세계 경제적 영향을 2배에서 8배 과소평가한다고 밝혔다.:256 또 다른 연구는 2050년까지 온도가 2 °C (3.6 °F) 상승하면 전 세계 국내총생산이 2.5%–7.5% 감소할 것이라고 밝혔다. 이 시나리오에서 2100년까지 온도는 4 °C (7.2 °F) 상승할 것이다. 이는 최악의 경우 전 세계 국내총생산을 30% 감소시킬 수 있다. 지난 120년간의 데이터를 확인한 2024년 연구에 따르면, 기후변화는 이미 복지를 29% 감소시켰으며, 추가적인 온도 상승은 이 수치를 47%까지 증가시킬 것이다. 1960-2019년 동안의 온도 상승만으로도 현재 1인당 GDP는 18% 감소했다. 1도 온난화는 전 세계 GDP를 12% 감소시킨다. 2100년까지 3도 증가하면 자본이 50% 감소할 수 있다. 이는 1929년 대공황을 영구적으로 경험하는 것과 유사한 영향을 미친다. 연구에 따르면 이산화탄소 1톤당 정확한 사회적 탄소 비용은 1065달러이다.
전 세계적인 손실은 1970년대 이후 기상이변으로 인한 비용이 급격히 증가하고 있음을 보여준다.:110 사회경제적 요인들이 전 세계적인 손실 추세에 기여했다. 이러한 요인들에는 인구 증가와 부의 증가가 포함된다. 지역 기후 요인도 역할을 한다. 여기에는 강수 및 홍수 사건의 변화가 포함된다. 사회경제적 요인과 기후변화가 관찰된 추세에 미치는 상대적 영향을 정량화하는 것은 어렵다. 이러한 추세는 사회 시스템이 기후변화에 대한 취약성이 증가하고 있음을 시사한다.

### 경제적 불평등

부유한 국가들이 기후변화를 부추기는 데 가장 큰 역할을 해왔다.

기후변화는 세계적인 경제적 불평등에 기여했다. 추운 지역의 부유한 국가들은 기후변화로 인한 전반적인 경제적 영향을 거의 느끼지 못했거나 이득을 보았을 수도 있다. 가난하고 더운 나라들은 지구 온난화가 없었더라면 더 성장했을 가능성이 높다.

### 큰 영향을 받는 부문
기후변화는 날씨의 직접적인 영향을 받는 경제 부문에 다른 부문보다 더 큰 영향을 미친다. 특히 농업, 수산업 및 임업에 큰 영향을 미친다. 또한 관광 및 에너지 부문에도 영향을 미친다. 농업과 임업은 가뭄과 폭염으로 인해 경제적 손실을 입었다. 지구 온난화가 1.5 °C를 초과하면 관광 및 야외 활동의 적응 능력에 한계가 있을 수 있다.
에너지 부문에서 화력 발전소는 냉각을 위해 물에 의존한다. 기후변화는 가뭄과 민물 부족 가능성을 증가시킬 수 있다. 작동 온도가 높아지면 효율성이 떨어지고 출력이 감소한다. 수력 발전은 강 흐름과 같은 물의 물의 순환 변화에 영향을 받는다. 강 흐름 감소는 수력 발전에 의존하는 지역에서 전력 부족을 야기할 수 있다. 브라질은 수력 발전에 의존하므로 특히 취약하다. 기온 상승, 물 흐름 감소, 강수량 변화는 금세기 말까지 연간 총 에너지 생산량을 7% 감소시킬 수 있다. 기후변화는 석유 및 천연가스 인프라에 영향을 미친다. 이 또한 폭풍, 사이클론, 홍수 및 해수면 상승과 같은 재해 위험 증가에 취약하다.
지구 온난화는 보험 및 금융 서비스 부문에 영향을 미친다.:212–213, 228, 252 보험은 위험을 관리하는 중요한 도구이지만, 가난한 가구는 종종 이용할 수 없다. 기후변화로 인해 홍수 보험과 같은 특정 유형의 보험료가 오르고 있다. 기후변화 적응이 미흡하면 위험이 증가함에 따라 사람들이 감당할 수 있는 비용과 보험 비용 사이의 격차가 더욱 커진다. 2019년 뮤닉 리는 기후변화로 인해 평균 소득 이하 가구에 대한 주택 보험료가 감당할 수 없게 될 수 있다고 밝혔다.
기후변화가 파나마 운하에 영향을 미쳐 운송 부문에 이미 영향을 미치기 시작했을 가능성이 있다. 기후변화와 연관되었을 가능성이 있는 강수량 부족으로 인해 하루 운하를 통과하는 선박 수가 36척에서 22척으로 줄어들었고, 2024년 2월까지 18척으로 줄어들 것으로 예상된다.

## 추가 자료
- Watkins, K.;  외. (2007),  Ugaz, C., 편집., 《Human Development Report 2007/8: Fighting climate change: Human solidarity in a divided world》, Basingstoke, UK: Palgrave Macmillian, ISBN 978-0-230-54704-9, 2013년 6월 21일에 원본 문서에서 보존된 문서, 2013년 6월 30일에 확인함

## 같이 보기
- 인류세
- 세계재앙위험